# Wisdom (Montana)
Wisdom é uma Região censo-designada localizada no estado americano de Montana, no Condado de Beaverhead.

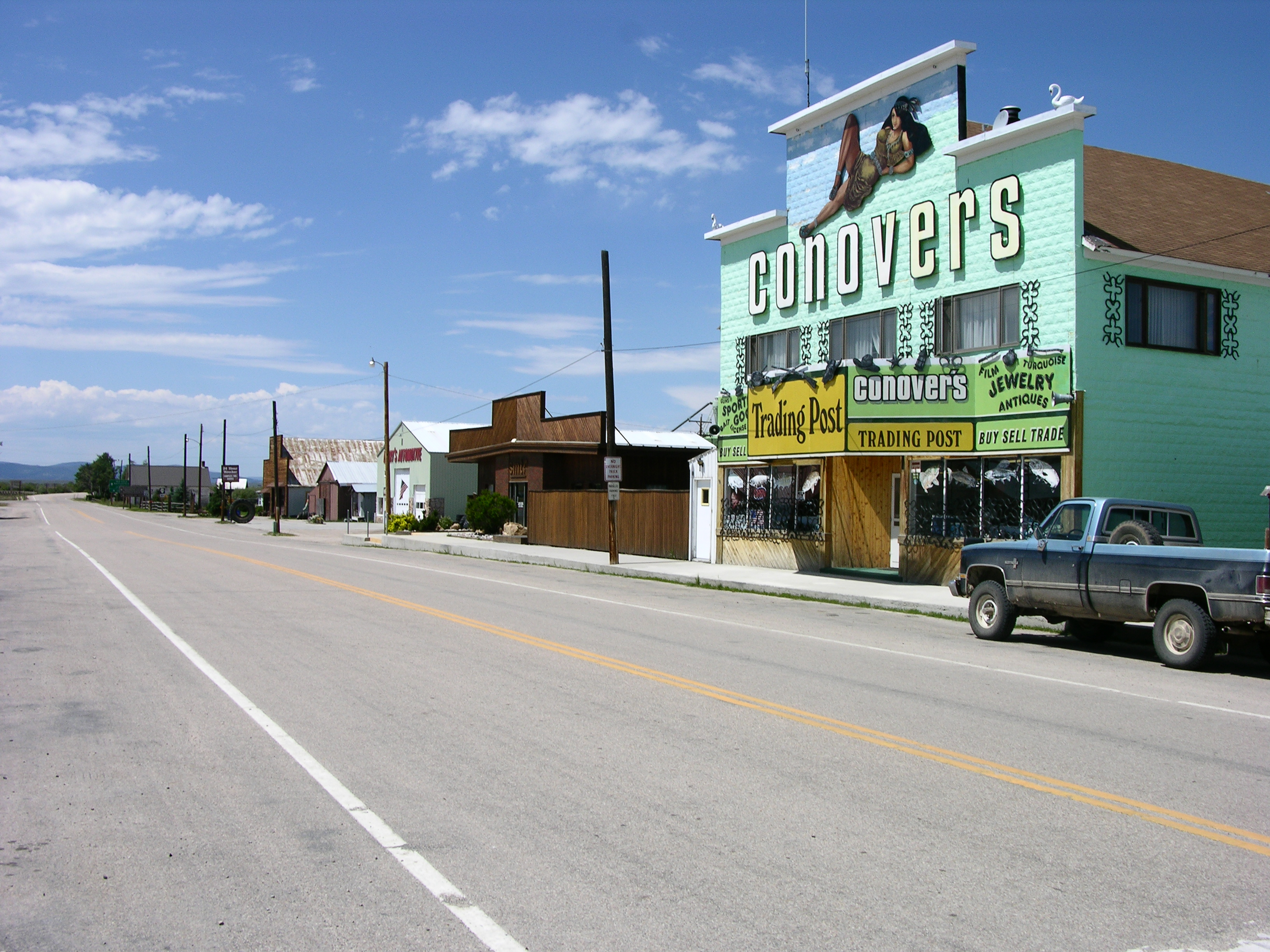
A loja "Trading Post" en Wisdom, Montana

## Demografia
Segundo o censo americano de 2010, a sua população era de 98 habitantes..

## Geografia
De acordo com o United States Census Bureau tem uma área de
2,5 km², dos quais 2,5 km² cobertos por terra e 0,0 km² cobertos por água. Wisdom localiza-se a aproximadamente 1844 m acima do nível do mar.

## Localidades na vizinhança
O diagrama seguinte representa as localidades num raio de 72 km ao redor de Wisdom.